# Bohumil Kučera (1910–1979)
Bohumil Kučera (10. října 1910 Jindřichův Hradec – 1. května 1979 Brno) byl právní historik, profesor a děkan Právnické fakulty Univerzity Jana Evangelisty Purkyně v Brně. Zabýval se dějinami dělnického hnutí a obecnými dějinami státu a práva.

## Život a dílo
Narodil se jako nejmladší z pěti dětí do krejčovské rodiny. Přesto vystudoval reálné gymnázium v Jindřichově Hradci a poté Právnickou fakultu Univerzity Karlovy v Praze, kde roku 1934 získal titul doktora práv. Už za studií vstoupil KSČ, po promoci se živil jako advokátní koncipient v Praze, Čáslavi a Kutné Hoře. Po německé okupaci se zapojil do odboje, byl zatčen gestapem a odsouzen pro přípravu velezrady. Zatčena a uvězněna byla i jeho manželka Věra, rozená Radová. Bohumil Kučera prošel několika vězeními a také koncentračními tábory Escherhausen a Dreibergen-Bützow, kde se dočkal konce války. Zdravotní následky už ale nesl celý život.
Po válce působil jako předseda okresní vyšetřovací komise, prokurátor Lidového soudu v Kutné Hoře a předseda okresního výboru KSČ v Čáslavi. Roku 1946 odešel do Zlína, aby tam pomáhal s obžalobou vedení společnosti Baťa a se znárodněním celého podniku. Po Únoru 1948 se stal vedoucím právního oddělení a nakonec jedním z ředitelů společnosti. Hodně se angažoval, veřejně přednášel např. dějiny KSČ nebo teorii marxismu-leninismu. Na krátkou dobu vedl i Jáchymovské doly, vzhledem ke svému zdravotnímu stavu se ale vrátil do Gottwaldova, kde nakonec v pozici ředitele zdejšího krajského muzea zpracovával oblastní dějiny dělnického hnutí. To jej přivedlo k vědecké práci.
Stal se odborným asistentem na katedře marxismu-leninismu Přírodovědecké fakulty UJEP v Brně, kde se zabýval problémy „batismu“, „masarykismu“, „sociáldemokratismu“ a „revizionismu“ a vydal práci Batismus – ideologie sociálfašismu. Postupně přešel ke státovědeckým otázkám dělnicko-rolnické vlády a diktatury proletariátu, což vedlo např. k vydání prací Dělnická vláda v Sasku v roce 1923 nebo Španělsko, lidové fronty – nový typ státu. Absolvoval řadu studijních pobytů v socialistických zemích, roku 1963 se habilitoval a po obnovení právnické fakulty byl na ní roku 1970 jmenován profesorem obecných dějin státu a práva. Fakultu také v letech 1971–1973 jako děkan vedl. Kromě toho byl členem kolegia věd o státu a právu ČSAV nebo redakčních rad časopisů Právník, Universitas a Právněhistorické studie. Už roku 1965 Bohumil Kučera získal státní vyznamenání „Za zásluhy o výstavbu“.